# Ghiacciaio Bowin
Il Ghiacciaio Bowin è un ghiacciaio tributario antartico lungo circa 9 km, che fluisce in direzione nordest tra il Sullivan Ridge e il Fulgham Ridge, per andare infine a confluire nel Ghiacciaio Ramsey, dei Monti della Regina Maud, in Antartide.
La denominazione è stata assegnata dall'Advisory Committee on Antarctic Names (US-ACAN) in onore di Charles F. Bowin, ufficiale del rifornimento della
U.S. Navy durante l'Operazione Deep Freeze del 1965 e 1966.